# Myrichthys maculosus
Espèce
Myrichthys maculosus dit Anguille serpent maculée est une espèce de poissons serpentiformes marins de la famille des Ophichthidae.

## Description
Contrairement à ce que sa forme pourrait laisser croire, cet animal est bien un poisson (de l'ordre des Anguilliformes), proche des murènes, et pas un serpent. Il peut atteindre 1 mètre à l'âge adulte.

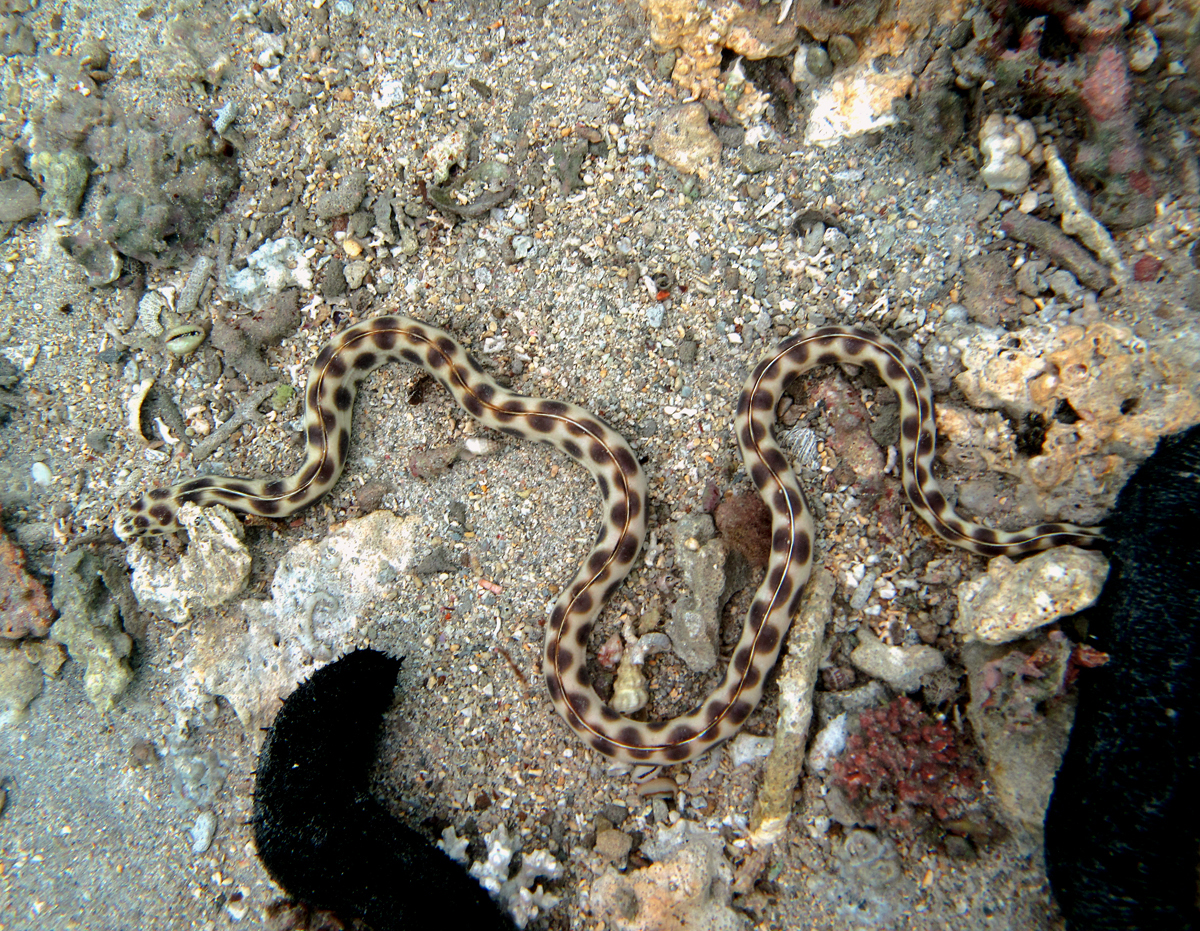
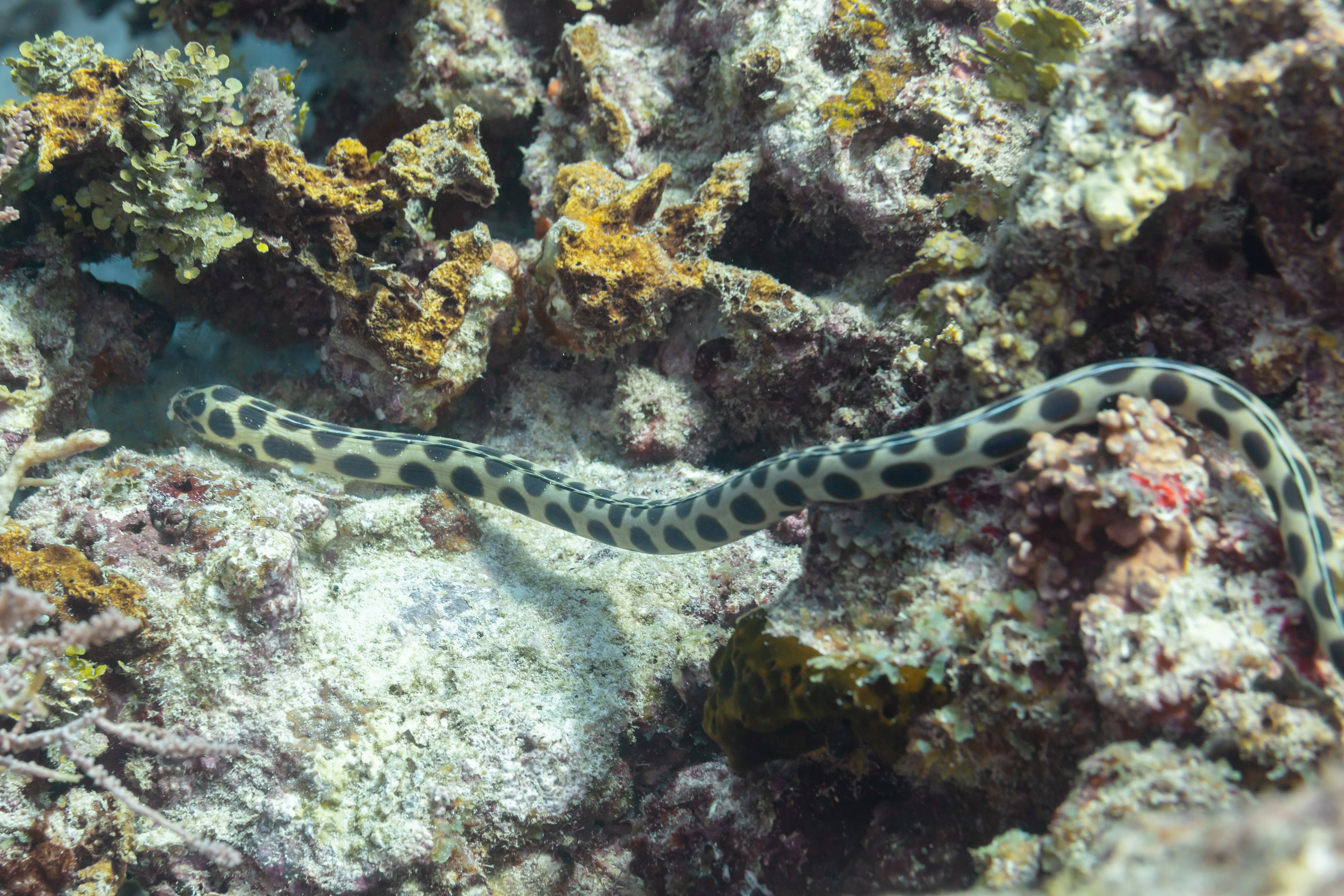
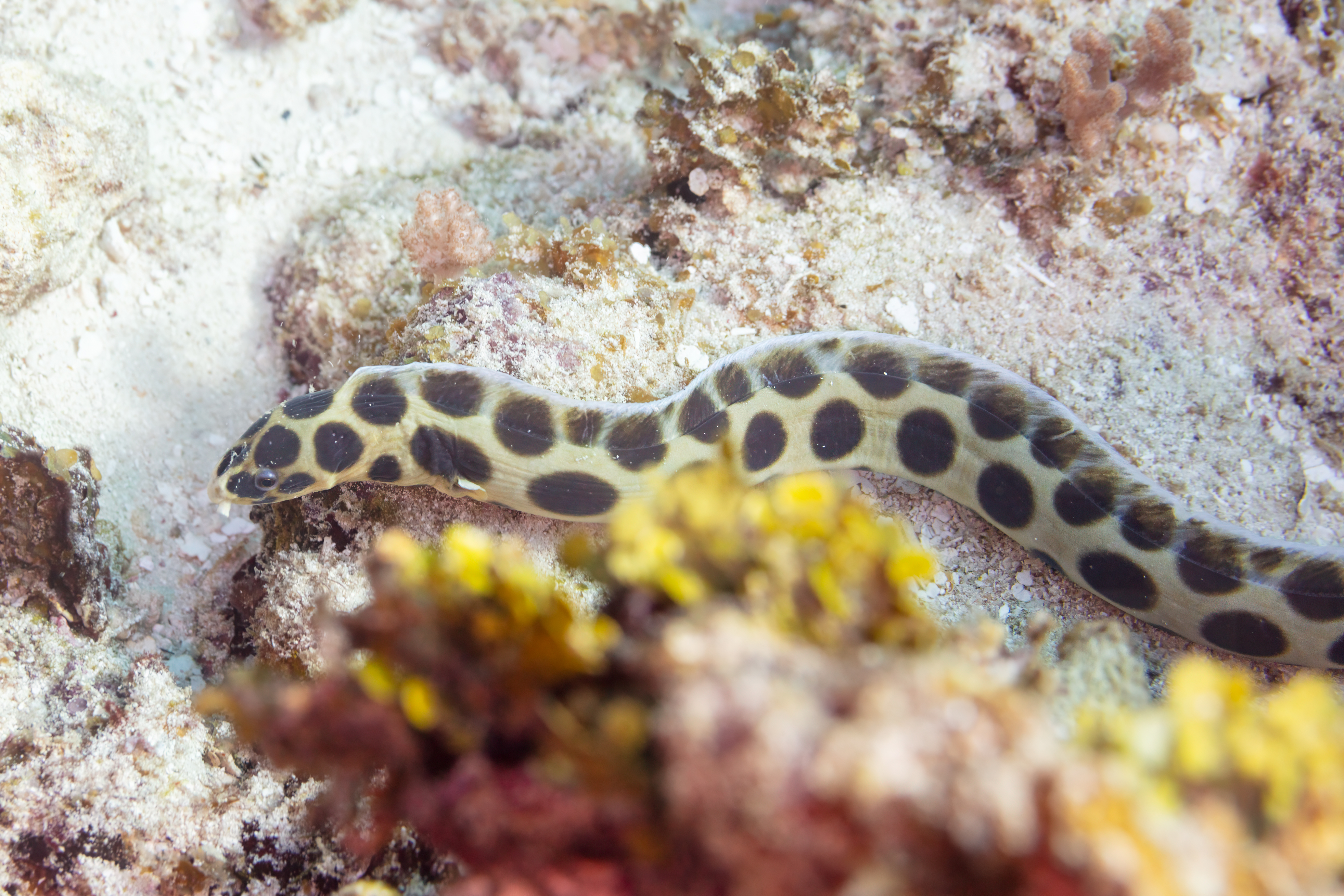
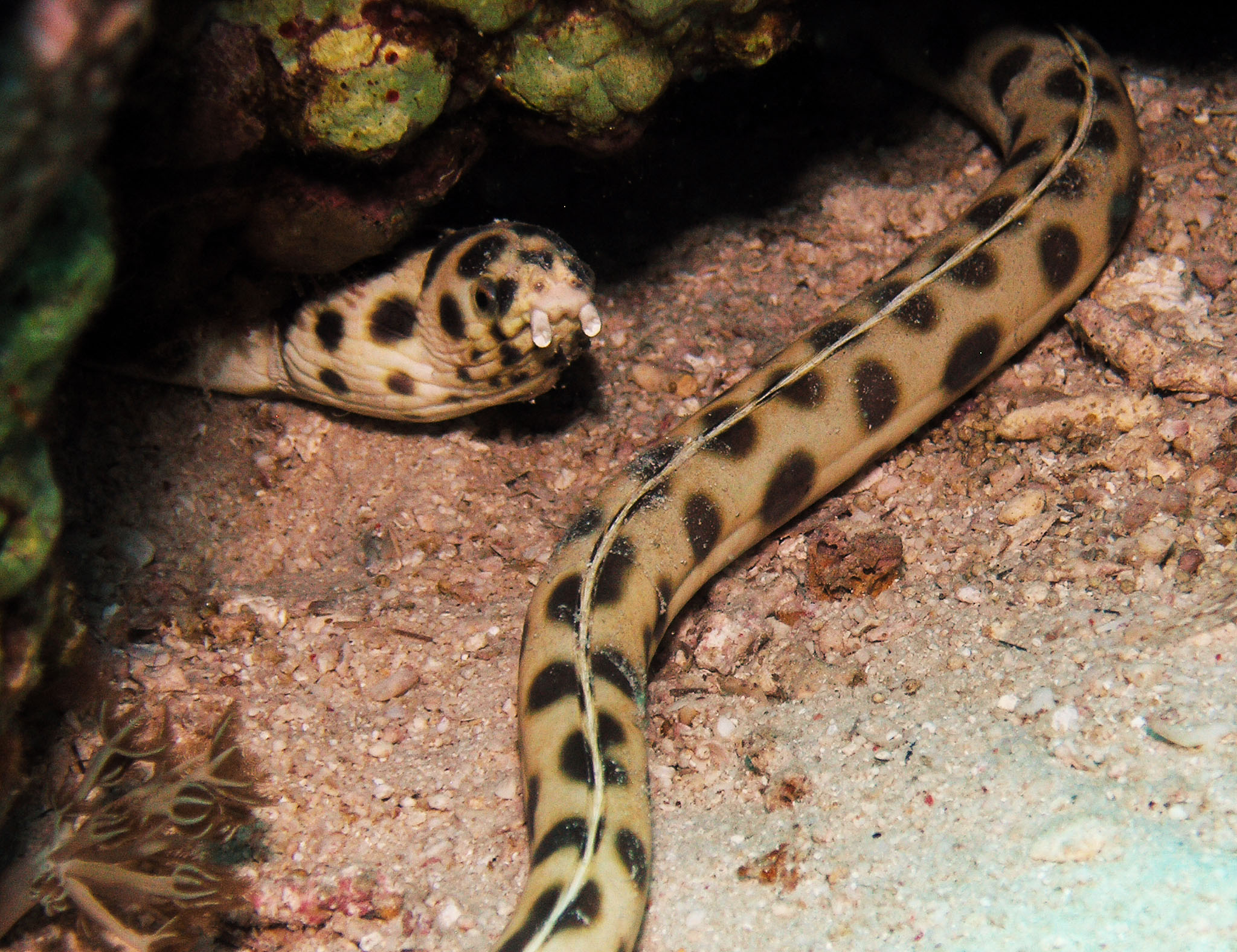
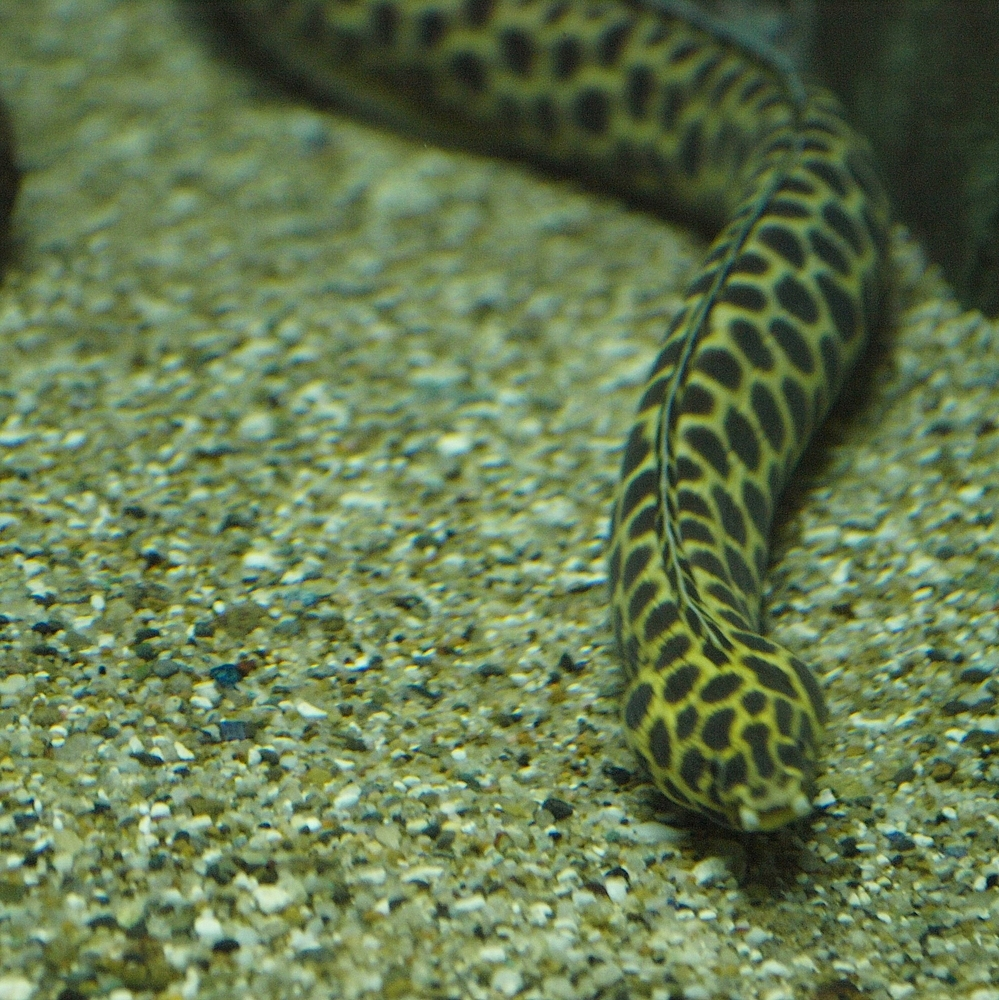

## Habitat et répartition
On rencontre cette espèce dans les eaux tropicales de l'océan Indien.